# Чанд, Локендра Бахадур
Локендра Бахадур Чанд (англ. Lokendra Bahadur Chand; непальск. लोकेन्द्र बहादुर चंद; род. 15 февраля 1940, дер. Куракутья, Байтади, Махакали, Непал) — государственный деятель Непала XX века, четыре раза занимал пост премьер-министра страны (дважды при абсолютной монархии и дважды при конституционной монархии).

## Биография
Родился в семье крупного землевладельца. Образование получил в Непале и Индии. Имеет степень бакалавра гуманитарных наук и права.

## Политическая карьера
В 1961 году включился в политическую и общественную деятельность. Принимал активное участие в работе монархических студенческих организаций. В 1970 году в Байтади был избран председателем районного панчаята. В 1973 году избран председателем панчаятской ассамблеи зоны Махакали. С 1974 года — депутат Национального панчаята (парламента) страны. Неоднократно назначался его вице-председателем. В 1980—1981 годах занимал пост председателя Национального панчаята.
В первый раз занял пост премьер-министра по рекомендации Национального панчаята 12 июля 1983 года (был на нём до марта 1986 года). Одновременно занимал посты министра обороны и министра по делам королевского двора.
Второй срок на посту главы правительства его был очень коротким — 13 дней — в апреле 1990 года, когда страна из-за торговых споров с Индией и введением последней фактической блокады вновь была ввергнута в серьёзный кризис. Неспособность правительства разрешить этот кризис привели к массовым выступлениям протеста, которые были подавлены с использованием военной силы, что привело к многочисленным жертвам. В результате, в своем выступлении по радио в апреле 1990 король Бирендра объявил о снятии запрета на деятельность политических партий и о своём согласии на роль конституционного монарха.
В третий раз он стал премьер-министром уже при конституционной монархии, когда функции этой должности несколько расширились. Но занимал его также недолго: с марта по октябрь 1997 года.
В последний раз он принял на себя обязанности главы правительства в октябре 2002 года и занимал эту должность до июня 2003 года, когда был вынужден покинуть её из-за протестов, развернувшихся в Непале, обвиняющих его в разжигании идущей гражданской войны в стране. Со сменой режима в 2008 году Л. Б. Чанд практически удалился с политической сцены, так как его монархические консервативные взгляды не совпадали с позицией нового демократического республиканского правительства.

## Политические взгляды
Являлся консерватором и сторонником монархической формы правления, которую поддерживал и поддерживает всю жизнь. Во время первого и второго сроков он не представлял никакую политическую партию, однако к третьему он стал членом консервативной Национал-демократической партии (Rastriya Prajatantra Party). Поскольку в 1997 году его фракция в партии согласилась вступить в коалицию с Коммунистической партией Непала (объединённой марксистско-ленинской), а он стал премьер-министром, в НДП назрел раскол с группировкой Сурья Бахадур Тхапы. Впрочем, уже в 1998 году обе фракции воссоединились после провального результата на выборах.